# Bar-le-Duc
Bar-le-Duc je francouzské město v regionu Grand Est, hlavní město (prefektura) departementu Meuse. Žije zde přibližně 15 tisíc obyvatel. Je centrem arrondissementu Bar-le-Duc.